# Итальянский грот
Италья́нский грот (известен также как грот «Руины», павильон-руина «Грот») — мемориальное и декоративное сооружение в Александровском саду у подножия Средней Арсенальной башни Московского Кремля. Грот был сооружён по проекту архитектора Осипа Бове в 1821 году в память о московских разрушениях 1812 года. Своё название — «Руины» — постройка получила в связи с тем, что при её строительстве использовались обломки зданий, разрушенных французскими войсками.

## История

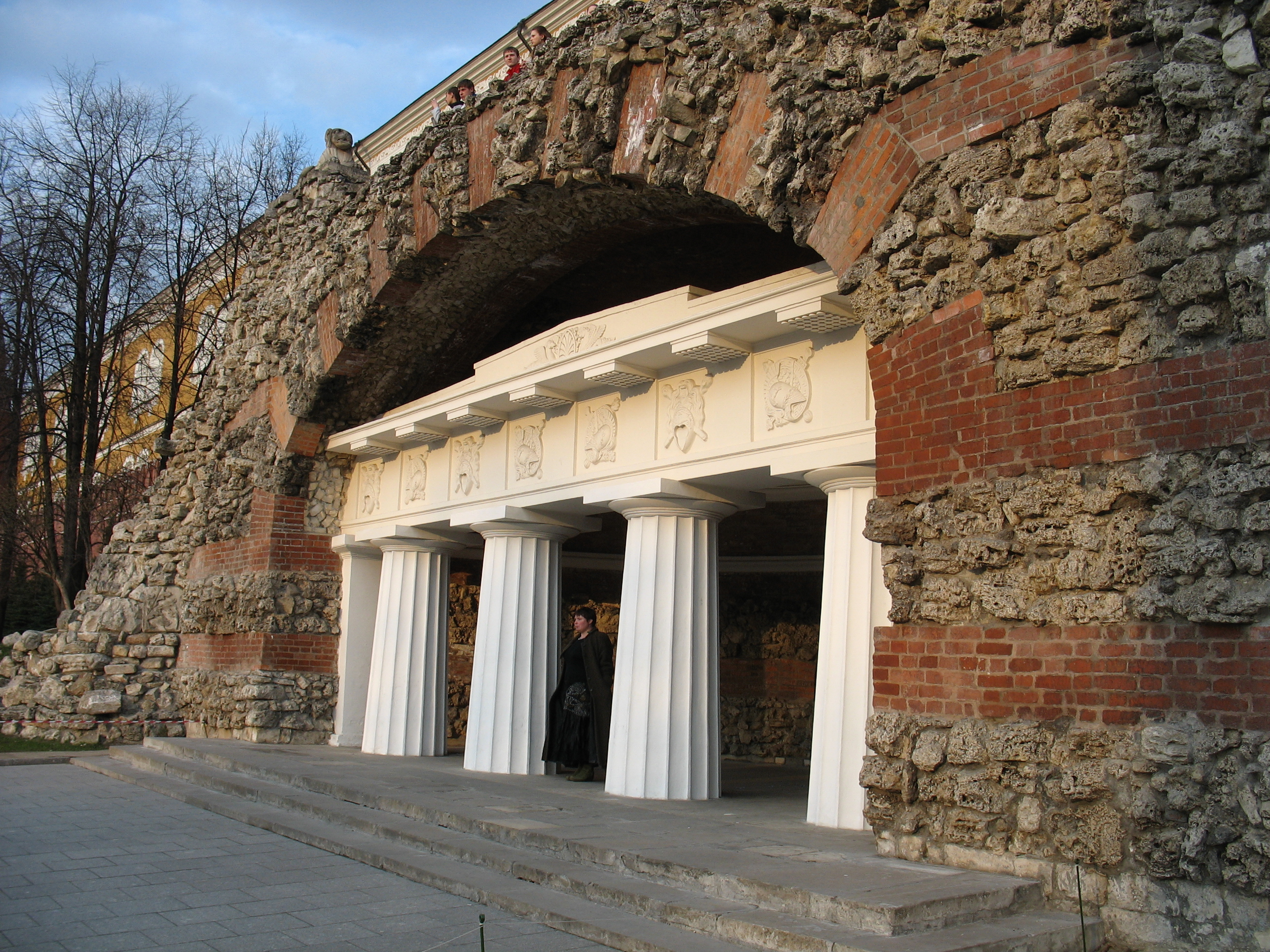
Вид грота, 2007 год

В 1820—1823 годах шла работа над устройством мемориального парка у стен Кремля — Александровского сада. В 1821-м у подножия Средней Арсенальной башни по проекту Осипа Бове был сооружён Итальянский грот (или грот «Руины»), символизирующий возрождение Москвы после опустошительного пожара 1812 года. Грот врезан в искусственный холм — бастион (больверк), который был насыпан при подготовке Кремля к обороне от несостоявшегося шведского нападения во время Северной войны.
Искусственные пещеры были частым элементом садово-парковой архитектуры XIX века. Помимо мемориальной, грот выполнял также увеселительные функции и служил украшением Александровского сада. По свидетельствам историков, в XIX веке над гротом был устроен павильон, в котором по праздникам играл оркестр.
Во время коронационных мероприятий Итальянский грот украшался вместе со Средней Арсенальной башней. Например, во время коронации Александра III постройка была освещена бенгальскими огнями и разнообразной иллюминацией, рядом работал фонтан.

## Архитектура

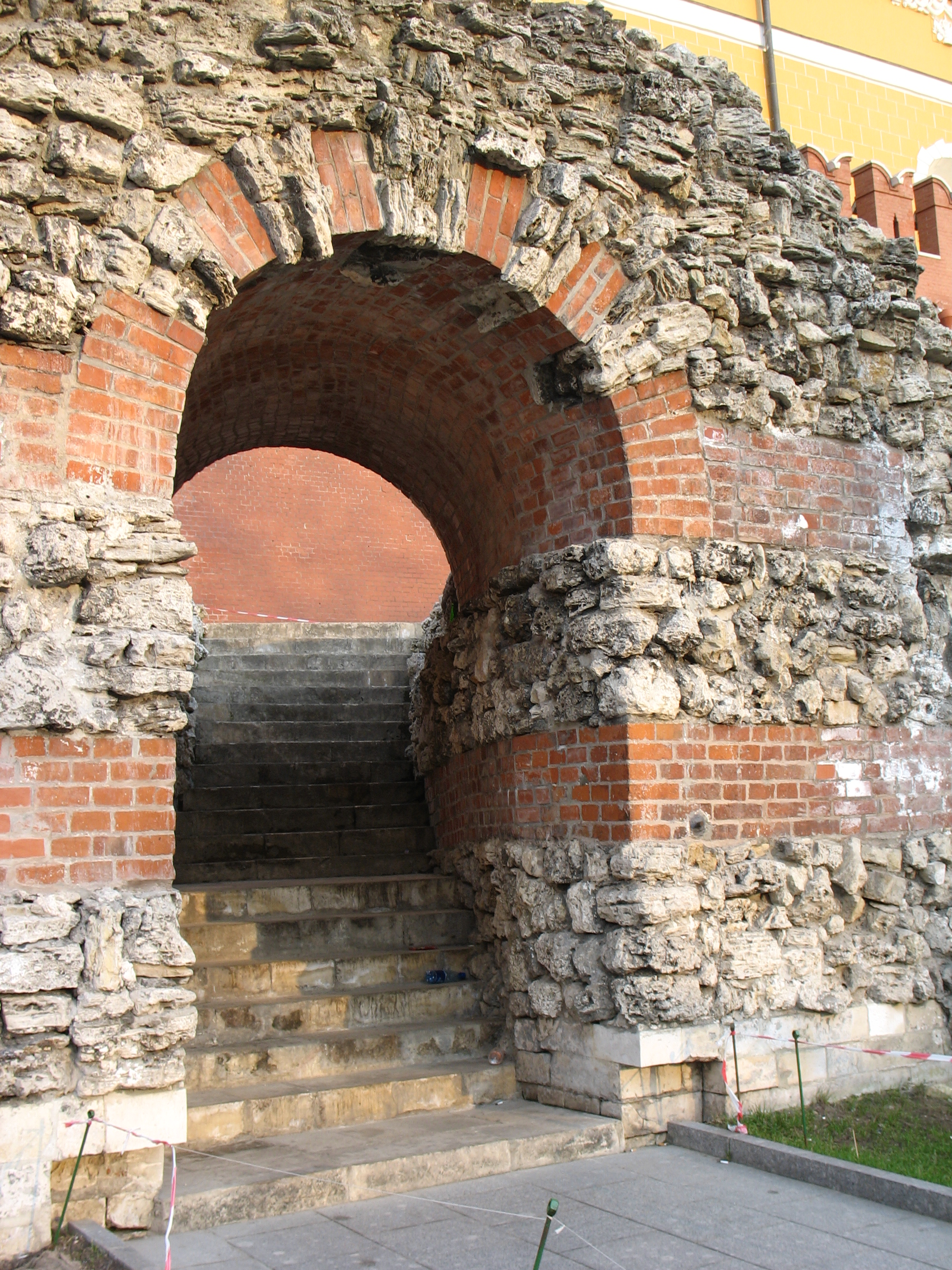
Арка, 2007 год

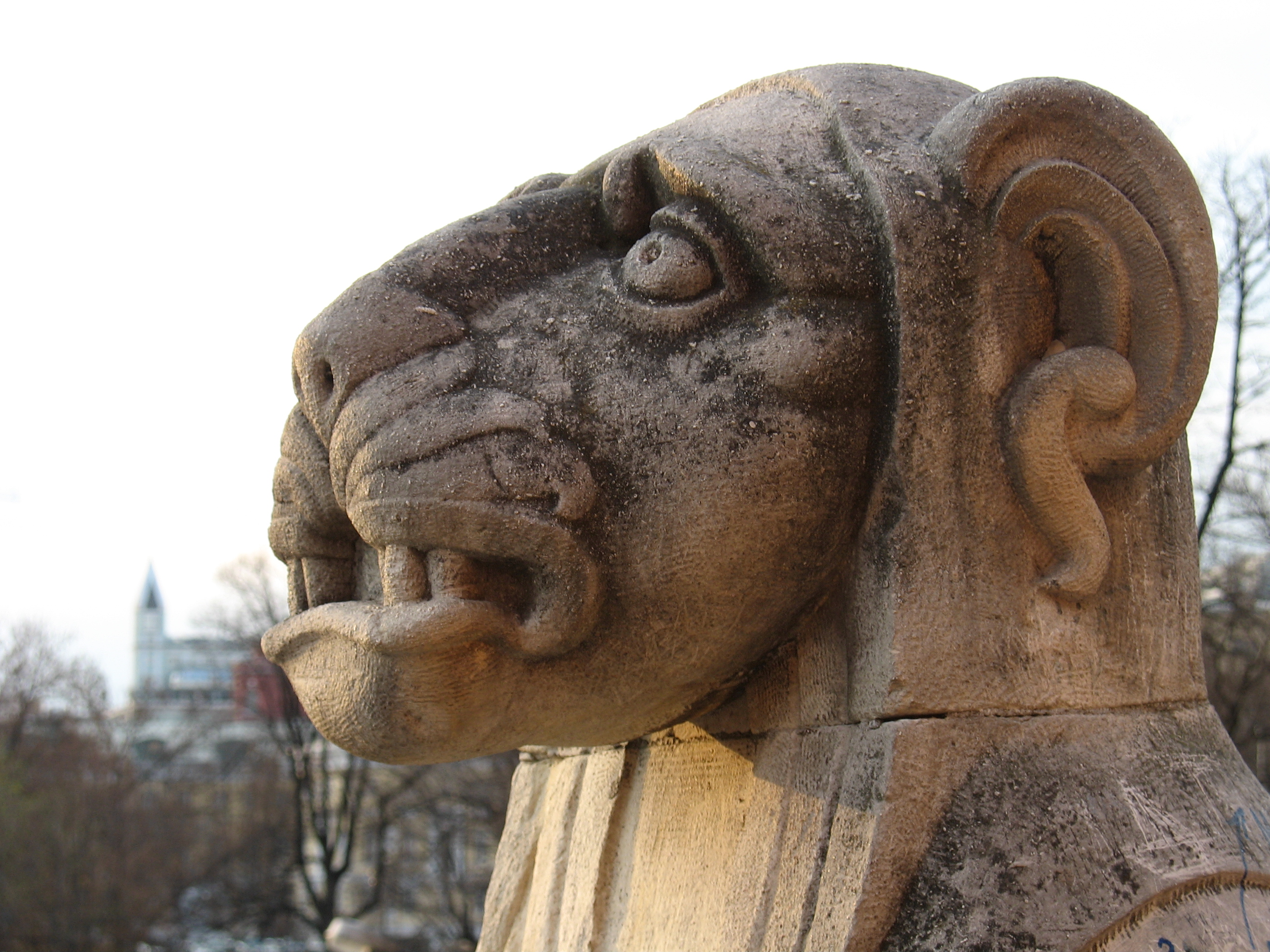
Голова льва со смотровой площадки грота, 2007 год

Памятник представляет собой искусственную пещеру, образованную каменным сводом и четырьмя белыми дорическими колоннами. На архитраве приземистой колоннады расположены барельефы с символами воинской славы и изображениями гиппокампусов, мифологических лошадей с рыбьими хвостами. Грот выполнен в форме полукруглой арки из красного кирпича и чёрного гранита, а в его стены вмонтированы детали разобранных после пожара московских зданий. В качестве декоративного оформления использовались также обломки пьедесталов, колонн и каменные ядра. Над гротом помещены фигуры львов.
Романтический силуэт грота визуально разбивает единую линию стен Кремля. По мнению историка и краеведа Петра Сытина, «имитация ветшающей древности, создающая наглядный образ уходящего времени, должна была придать постройке грустное очарование в духе театрального романтизма садово-парковых ансамблей того времени».
Построенный в форме белокаменной раковины, грот стал последним образцом русского классицизма в кремлёвском ансамбле.
Задуманный как мемориал разрушенному в 1812 году городу, грот символизирует возрождение Москвы из пепла. Исследователь Оксана Махнева-Барабанова рассматривает идею контраста простоты и «игры масс» с «искусно обработанным» ордером в контексте работ Клод-Николе Леду.
В стены пещеры вмонтированы детали разрушенных французами в 1812 году московских зданий. Однако краевед и историк Александра Смирнова считает это легендой. В качестве декоративного оформления использовались также обломки пьедесталов, колонн и другого строительного материала. Так, среди обломков легко заметить детали с отделкой расположенного поблизости здания Арсенала. Наиболее удивительной деталью является средневековое каменное ядро диаметром 60 сантиметров.
На вершине грота помещается смотровая площадка, украшенная двумя скульптурами львов. Вход на площадку находится в южной части памятника.
По состоянию на 2022 год грот закрыт для свободного посещения. Установлено ограждение и предупреждающие надписи о видеонаблюдении.

## Археология
В 2004 году проводилась реставрация грота в Александровском саду. По сообщениям официального сайта Московского Кремля, срочный ремонт был вызван плохим состоянием постройки и вандализмом — своды, колонны и фигуры львов были разрисованы и расписаны. В работах участвовали археологи музея-заповедника «Московский Кремль», которые были особенно заинтересованы в исследованиях засыпки несущих конструкций арки и участка между ней и кремлёвской стеной.
Известно, что территории второй надпойменной террасы левого берега реки Неглинной никогда не были заселены, потому археологи не предполагали сделать существенные находки. Тем не менее, анализ земли, использованной в петровские времена для насыпки больварка, дал неожиданные результаты и содержал вещевой материал городской культуры XIV—XVIII веков. В числе прочего археологами были обнаружены человеческие останки XV века (возможно, часть земли брали на старом кладбище), черепица, посуды, осколки горшка XVII века с заметным присутствием ванадия. Археологи связали повышенное содержание этого металла с варкой мухоморов, видимо, в качестве галлюциногенного средства. Установить точно, из каких частей города была взята земля на данный момент нельзя. Найденные археологические артефакты хранятся в фондах музея — заповедника «Московский Кремль».

## Галерея

Вид Средней Арсенальной башни с гротом, 2014 год
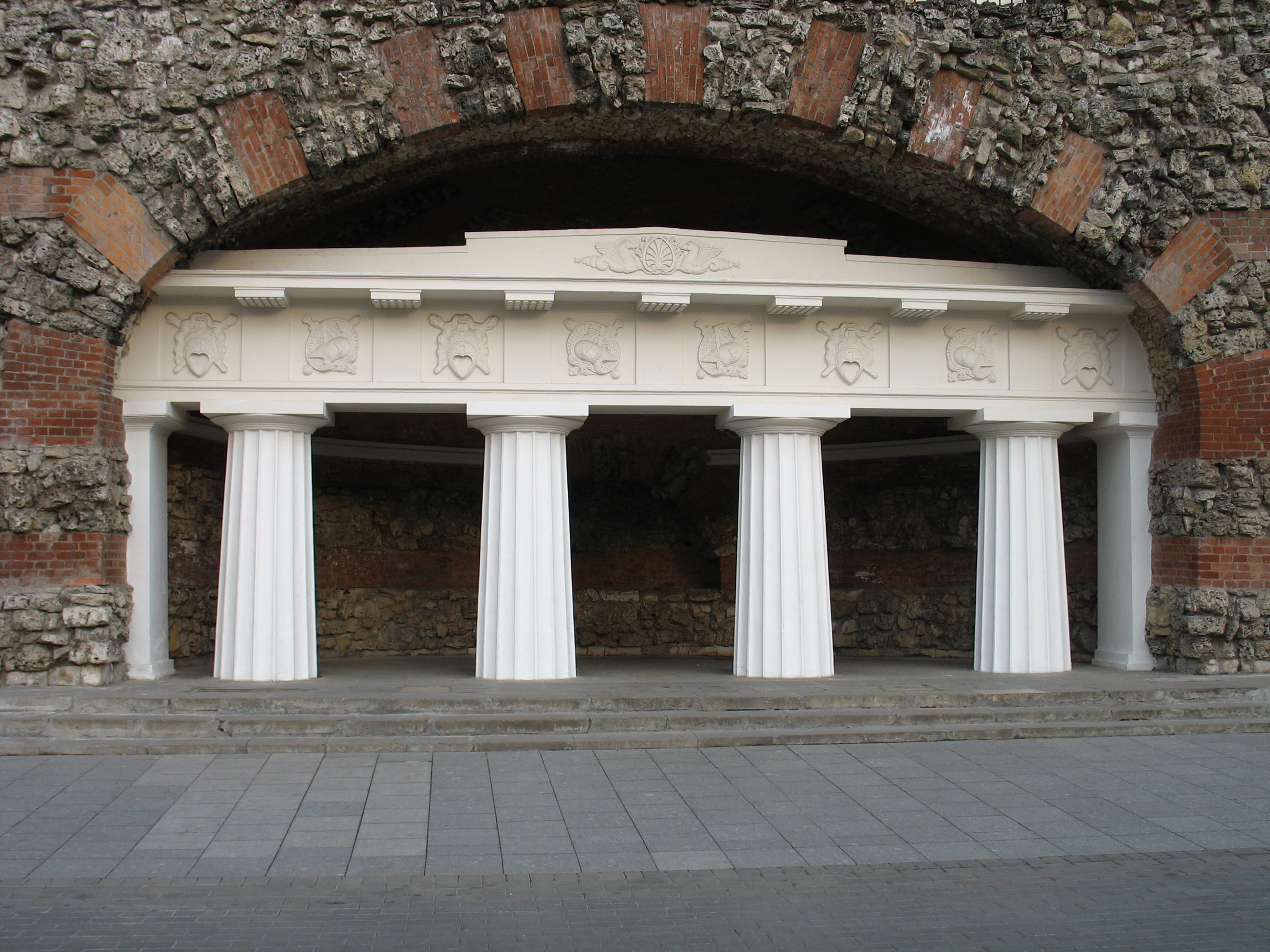
Колоннада,  2009 год
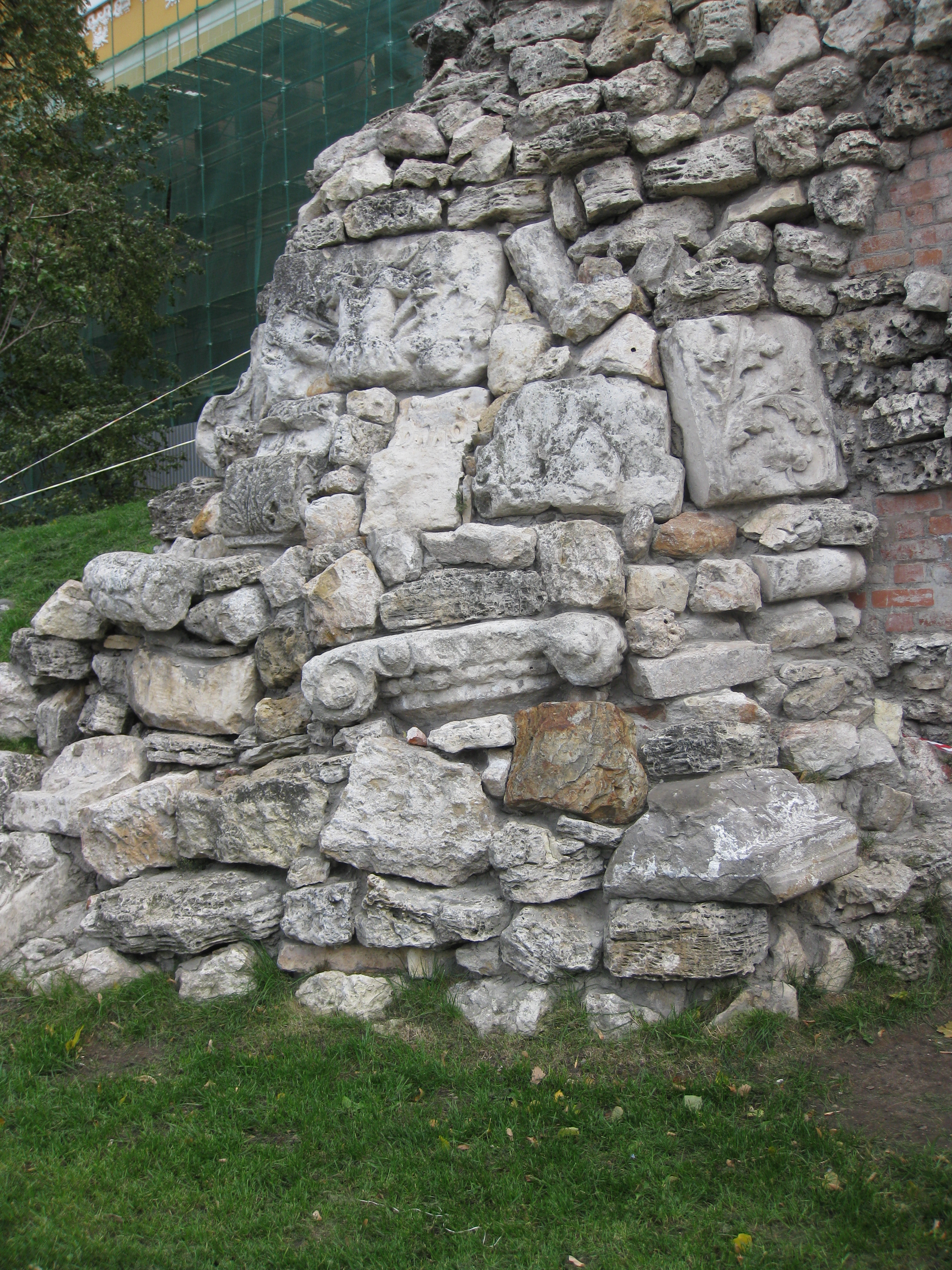
Обломки зданий в кладке, 2014 год
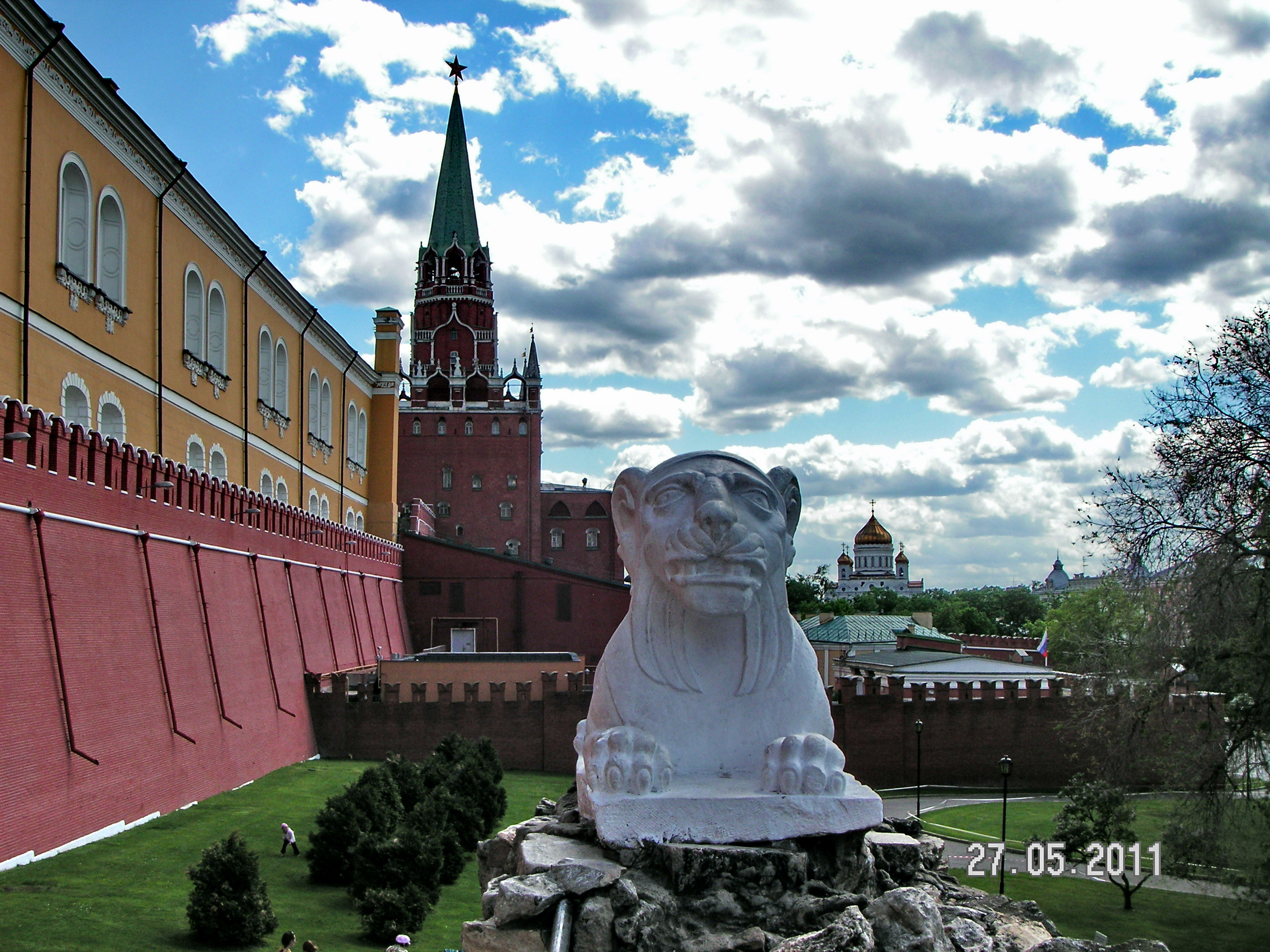
Вид со смотровой площадки грота, 2016 год
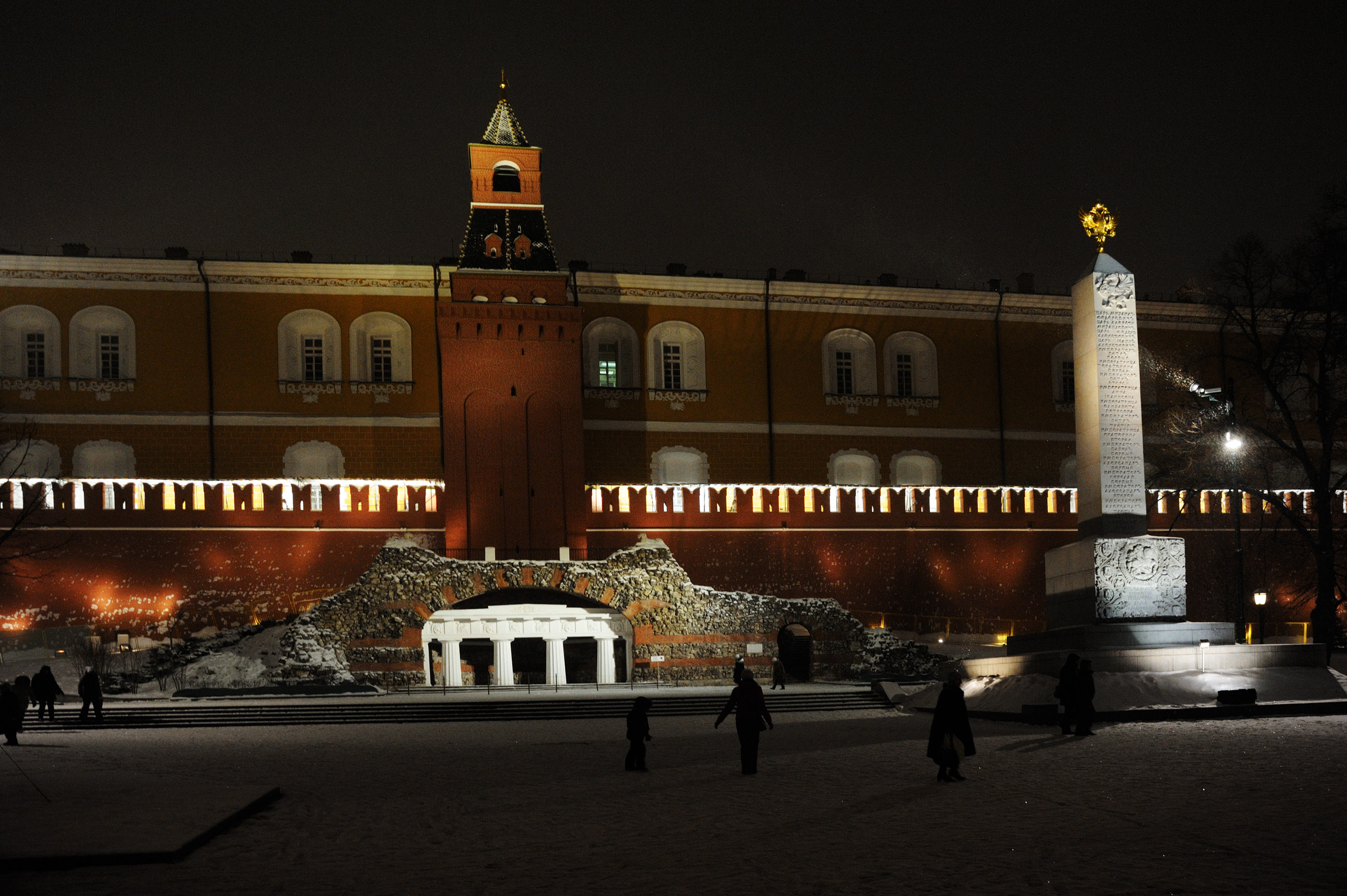
Александровский сад. Грот и обелиск, 2016 год